# Tongde
Tongde (chiń. 同德县; pinyin: Tóngdé Xiàn; tyb. ཐུང་ཏེ་རྫོང་, Wylie thung te rdzong) – powiat w środkowych Chinach, w prowincji Qinghai, w prefekturze autonomicznej Hainan. W 1999 roku liczył 46 920 mieszkańców.